# Скіфи-орачі
Скіфи-орачі (грец. Skuthai arothres) (або скіфи-землероби, борисфеніти) — одне з осідлих скіфських племен. Жили південніше племен неврів, меланхленів та андрофагів, у лісостепу з обох берегів Дніпра.
Вирощували зерно для продажу грецьким колоністам, передусім з Ольвії. Деякі дослідники[хто?] вважають скіфів-орачів стародавніми фракійцями або предками слов'ян.
Археологічно скіфів-орачів ототожнюють із чорноліською культурою правобережного українського лісостепу.

## Відмінність від скіфів-землеробів
Тільки у 17-го уривку 4-ї книги Геродота згадуються скіфи-орачі (Σκύθαι ἀροτῆρες), на відміну від інших уривків де згадуються скіфи-землероби (Σκύθαι γεωργοί). Різниця між скіфами-орачами (аротерес) та скіфами-землеробами (георгой), очевидно, полягала в тому, що перші вирощували збіжжя на продаж, а інші — для власного споживання.

## Свідчення з «Історії» Геродота
|  | Від гавані борисфенітів (бо вона розташована якраз посередині приморської частини всієї Скіфії), від неї і далі перший народ, котрий можна зустріти, це калліппіди, які є напів елліни і напів скіфи, над ними є інший народ, що називається алізонами. Вони і калліппіди взагалі мають такий спосіб життя, як і скіфи, але сіють і їдять пшеницю і цибулю та часник і сочевицю та просо. Над алізонами живуть скіфи-оратаї, які сіють пшеницю не для їжі, а на продаж. Ще далі над ними живуть неври, а далі на північ від неврів, наскільки я знаю, є незалюднена країна. Оці народності живуть уздовж річки Гіпанія на заході від Борисфена. (Історія. 4-та книга, 17-й уривок) |